# Сан-Антонио-ди-Падова-а-Чирконваллационе-Аппиа (титулярная диакония)
Титулярная диакония Сан-Антонио-ди-Падова-а-Чирконваллационе-Аппиа (лат. Diaconia Sancti Antonii Patavini ad Circumitionem Appianam) — титулярная церковь была создана Папой Бенедиктом XVI 18 февраля 2012 года. Титулярная диакония принадлежит церкви Сан-Антонио-ди-Падова-а-Чирконваллационе-Аппиа, расположенной в квартале Рима Аппио-Латино, на виа Чирконваллационе-Аппиа.

## История
Церковь Святого Антония Падуанского на виа Чирконваллационе-Аппиа — это церковь в Риме, в квартале Аппио-Латино, на виа Чирконваллационе-Аппиа, открыта для богослужений в 1938 году. В церкви есть большой фасад с тремя вертикальными окнами и мраморной группой Святого Антония Падуанского, который помогает сиротам. Церковь увенчана куполом, окруженным двумя колокольнями, оканчивающимися на острие. В интерьере есть три нефа, разделенных колоннами, с галереями. Простая апсида освещена светом, исходящим из большого купола.
Церковь стала приходом с 1 марта 1988 года и её окормление возложено на отцов-рогационистов.

## Список кардиналов-дьяконов титулярной диаконии Сан-Антонио-ди-Падова-а-Чирконваллационе-Аппиа
- Жюльен Рис (18 февраля 2012 — 23 февраля 2013, до смерти);
  - вакансия (2013—2015);
- Карл Йозеф Раубер (14 февраля 2015 — 26 марта 2023, до смерти);
- Джордж Джейкоб Кувакад (7 декабря 2024 — по настоящее время).